# 대한민국 제2대 국회의원 선거
대한민국 제2대 국회의원 선거는 4년 임기의 제2대 국회의원을 뽑는 선거로 1950년 5월 30일에 치러졌다.

## 경과

### 배경
총선 직전 국회의 세력 분포 상황은 민주국민당이 69석, 대한국민당이 66석, 일민구락부가 35석, 무소속이 27명 등으로 여권이 상대적으로 우세하였다.
1950년 초, 이승만은 예정되어 있던 총선에서 패배할 것으로 예상되자, 이를 12월로 연기하려고 했다. 또한 적자예산의 편성을 시도하였다. 이에 대해 1950년 4월 초순 미국 국무장관 딘 애치슨이 엄중 경고하였다. 결국 이승만은 선거를 예정대로 치르지 않을 수 없었다.

### 입후보
경쟁률은 의원정수 210명에 대하여 무려 2,209명이 출마하여 평균 10.5 대 1로 역대선거 중 가장 높았다. 이러한 과열경쟁의 결과는 제헌국회 총선에 불참하였던 남북 협상파와 중간계열의 참여 그리고 대한민국을 수립한 지 2년간에 조성된 정치적 과열현상이기도 하다.
정파별로는 39개 정당·사회단체가 참가했는데, 이 가운데 여당격인 대한국민당 소속이 165명으로 가장 많았고, 야당인 민주국민당 소속이 154명이었다. 이에 반해 10명 이내의 후보를 낸 정당·사회단체가 30개에 달했고, 이 중에는 1명의 후보자를 낸 정당·사회단체가 18개로서 정당 및 사회단체의 극심한 난립현상을 보여주었다. 무소속은 전체 입후보자의 68.5%인 1,513명으로 제헌국헌의원선거의 417명보다 무려 1,096명이나 증가하였다.

## 선거 정보
- 총유권자수 :
- 대통령 : 이승만 (대한독립촉성국민회)
- 의석정수 : 210석
- 선거제도 : 소선거구제
- 투표일 : 1950년 5월 30일

## 선거 결과
- 투표자수 :
- 투표율 : 91.9%

| 정당·단체명        | 의원수 |
| ------------------ | ------ |
| 민주국민당         | 24     |
| 대한국민당         | 24     |
| 대한독립촉성국민회 | 14     |
| 대한청년단         | 10     |
| 대한노동총연맹     | 3      |
| 일민구락부         | 3      |
| 사회당             | 2      |
| 민족자주연맹       | 1      |
| 대한부인회         | 1      |
| 중앙불교위원회     | 1      |
| 대한여자국민당     | 1      |
| 무소속             | 126    |
| 합계               | 210    |

정당별 득표율
| 정당·단체명        | 득표수    | 득표율 |
| ------------------ | --------- | ------ |
| 민주국민당         | 683,910   | 9.8%   |
| 대한국민당         | 677,173   | 9.7%   |
| 대한독립촉성국민회 | 473,153   | 6.8%   |
| 대한청년단         | 227,539   | 3.3%   |
| 대한노동총연맹     | 117,939   | 1.7%   |
| 사회당             | 89,413    | 1.3%   |
| 일민구락부         | 71,239    | 1.0%   |
| 민족자주연맹       | 33,464    | 0.5%   |
| 무소속             | 4,397,287 | 62.9%  |

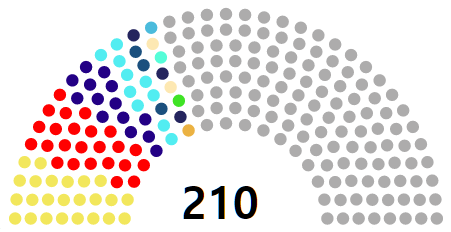
의석

정당·단체별 당선자는 무소속이 모두 126명으로 총정원의 60%를 차지하여 제헌 국회의원 선거에 이어서 절대다수를 차지하게 되었고, 정당으로는 대한국민당과 민주국민당이 각각 24명을 당선시켰다. 따라서 제1 정당으로서 뚜렷하게 부각되는 정당이 없는 선거 결과가 나와 선거 이후 정치세력들의 이합집산을 예고하였다. 제2대 총선에서 제헌 의원의 재선율은 불과 15.5%로 31명에 불과하여 역대 선거 중 재선율이 가장 낮았다. 제헌 의원은 임기가 2년밖에 되지 않아서 의원으로서 업적을 남기기에는 너무 짧은 기간이기도 했다.
이승만 지지자들의 당선이 크게 줄어들고, 무소속이 전체의석의 60%인 126석을 차지하여 이승만 정부를 위협하게 되었다. 이러한 상황이 이승만으로 하여금 자신에게 불리한 간선제에서 직선제 개헌운동을 전개하게 만들었으며, 결국 부산정치파동을 거쳐 발췌개헌을 하기에 이르도록 하였다.

## 당선자
민주국민당 
 대한국민당 
 대한독립촉성국민회 
 대한청년단 
 대한노동총연맹 
 일민구락부 

 사회당 
 민족자주연맹 
 대한부인회 
 중앙불교위원회 
 대한여자국민당 
 무소속 

| 시·도      | 선거구 / 당선자 | 선거구 / 당선자 | 선거구 / 당선자 | 선거구 / 당선자 |
| 서울특별시 | 종로구 갑       | 종로구 을       | 중구 갑         | 중구 을         |
| ---------- | --------------- | --------------- | --------------- | --------------- |
| 서울특별시 | 박순천          | 오화영          | 원세훈          | 정일형          |
| 서울특별시 |                 |                 |                 |                 |
| 서울특별시 | 용산구 갑       | 용산구 을       | 성동구 갑       | 성동구 을       |
| 서울특별시 | 황성수          | 남송학          | 지청천          | 임흥순          |
| 서울특별시 |                 |                 |                 |                 |
| 서울특별시 | 동대문구        | 성북구          | 서대문구 갑     | 서대문구 을     |
| 서울특별시 | 장연송          | 조소앙          | 김용우          | 윤기섭          |
| 서울특별시 |                 |                 |                 |                 |
| 서울특별시 | 마포구 갑       | 마포구 을       | 영등포구 갑     | 영등포구 을     |
| 서울특별시 | 오성환          | 이종현          | 조광섭          | 유홍            |
| 서울특별시 |                 |                 |                 |                 |
| 경기도     | 인천시 갑       | 인천시 을       | 인천시 병       | 개성시          |
| 경기도     | 이용설          | 곽상훈          | 조봉암          | 김동성          |
| 경기도     |                 |                 |                 |                 |
| 경기도     | 수원시          | 고양군          | 광주군          | 양주군 갑       |
| 경기도     | 홍길선          | 최국현          | 신익희          | 조시원          |
| 경기도     |                 |                 |                 |                 |
| 경기도     | 양주군 을       | 포천군          | 가평군          | 양평군          |
| 경기도     | 이진수          | 윤성순          | 홍익표          | 여운홍          |
| 경기도     |                 |                 |                 |                 |
| 경기도     | 여주군          | 이천군          | 용인군          | 안성군          |
| 경기도     | 김의준          | 이종성          | 유기수          | 이교선          |
| 경기도     |                 |                 |                 |                 |
| 경기도     | 평택군          | 화성군 갑       | 화성군 을       | 시흥군          |
| 경기도     | 안재홍          | 김인태          | 김웅진          | 이재형          |
| 경기도     |                 |                 |                 |                 |
| 경기도     | 부천군          | 김포군          | 강화군          | 파주군          |
| 경기도     | 박제환          | 이교승          | 윤재근          | 이동환          |
| 경기도     |                 |                 |                 |                 |
| 경기도     | 장단군          | 개풍군          | 연백군 갑       | 연백군 을       |
| 경기도     | 백상규          | 신광균          | 김경배          | 김태희          |
| 경기도     |                 |                 |                 |                 |
| 경기도     | 옹진군 갑       | 옹진군 을       |                 |                 |
| 경기도     | 서범석          | 오의관          |                 |                 |
| 경기도     |                 |                 |                 |                 |
| 강원도     | 춘천시          | 춘성군          | 원주군          | 강릉군 갑       |
| 강원도     | 홍창섭          | 박승하          | 윤길중          | 박세동          |
| 강원도     |                 |                 |                 |                 |
| 강원도     | 강릉군 을       | 홍천군          | 횡성군          | 영월군          |
| 강원도     | 최헌길          | 이재학          | 안상한          | 태완선          |
| 강원도     |                 |                 |                 |                 |
| 강원도     | 평창군          | 정선군          | 삼척군          | 울진군          |
| 강원도     | 이종욱          | 이종영          | 임용순          | 김광준          |
| 강원도     |                 |                 |                 |                 |
| 충청북도   | 청주시          | 청원군 갑       | 청원군 을       | 보은군          |
| 충청북도   | 민영복          | 이도영          | 곽의영          | 최면수          |
| 충청북도   |                 |                 |                 |                 |
| 충청북도   | 옥천군          | 영동군          | 진천군          | 괴산군          |
| 충청북도   | 신각휴          | 성득환          | 이충환          | 연병호          |
| 충청북도   |                 |                 |                 |                 |
| 충청북도   | 음성군          | 충주군          | 제천군          | 단양군          |
| 충청북도   | 이학림          | 조대연          | 한필수          | 조종승          |
| 충청북도   |                 |                 |                 |                 |
| 충청남도   | 대전시          | 대덕군          | 연기군          | 공주군 갑       |
| 충청남도   | 김종열          | 김종회          | 이긍종          | 박충식          |
| 충청남도   |                 |                 |                 |                 |
| 충청남도   | 공주군 을       | 논산군 갑       | 논산군 을       | 부여군 갑       |
| 충청남도   | 김명동          | 김헌식          | 윤담            | 이석기          |
| 충청남도   |                 |                 |                 |                 |
| 충청남도   | 부여군 을       | 서천군          | 보령군          | 청양군          |
| 충청남도   | 이종순          | 구덕환          | 김영선          | 이상철          |
| 충청남도   |                 |                 |                 |                 |
| 충청남도   | 홍성군          | 예산군          | 서산군 갑       | 서산군 을       |
| 충청남도   | 유승준          | 박철규          | 이종인          | 안만복          |
| 충청남도   |                 |                 |                 |                 |
| 충청남도   | 당진군          | 아산군          | 천안군          |                 |
| 충청남도   | 구을회          | 이규갑          | 김용화          |                 |
| 충청남도   |                 |                 |                 |                 |
| 전라북도   | 전주시          | 군산시          | 이리시          | 완주군 갑       |
| 전라북도   | 박정근          | 변광호          | 이춘기          | 박양재          |
| 전라북도   |                 |                 |                 |                 |
| 전라북도   | 완주군 을       | 진안군          | 금산군          | 무주군          |
| 전라북도   | 박영래          | 김준희          | 임영신          | 김상현          |
| 전라북도   |                 |                 |                 |                 |
| 전라북도   | 장수군          | 임실군          | 남원군          | 순창군          |
| 전라북도   | 김우성          | 엄병학          | 조정훈          | 김정두          |
| 전라북도   |                 |                 |                 |                 |
| 전라북도   | 정읍군 갑       | 정읍군 을       | 고창군 갑       | 고창군 을       |
| 전라북도   | 신석빈          | 김택술          | 김수학          | 신용욱          |
| 전라북도   |                 |                 |                 |                 |
| 전라북도   | 부안군          | 김제군 갑       | 김제군 을       | 옥구군          |
| 전라북도   | 최병주          | 송방용          | 최윤호          | 지연해          |
| 전라북도   |                 |                 |                 |                 |
| 전라북도   | 익산군 갑       | 익산군 을       |                 |                 |
| 전라북도   | 소선규          | 윤택중          |                 |                 |
| 전라북도   |                 |                 |                 |                 |
| 전라남도   | 광주시          | 목포시          | 여수시          | 순천시          |
| 전라남도   | 박철웅          | 임기봉          | 정재완          | 김양수          |
| 전라남도   |                 |                 |                 |                 |
| 전라남도   | 광산군 갑       | 광산군 을       | 담양군          | 곡성군          |
| 전라남도   | 정순조          | 정인식          | 김홍용          | 조순            |
| 전라남도   |                 |                 |                 |                 |
| 전라남도   | 구례군          | 광양군          | 여천군          | 승주군          |
| 전라남도   | 이판열          | 엄상섭          | 황병규          | 김정기          |
| 전라남도   |                 |                 |                 |                 |
| 전라남도   | 고흥군 갑       | 고흥군 을       | 보성군          | 화순군          |
| 전라남도   | 박팔봉          | 서민호          | 김낙오          | 박민기          |
| 전라남도   |                 |                 |                 |                 |
| 전라남도   | 장흥군          | 강진군          | 해남군 갑       | 해남군 을       |
| 전라남도   | 고영완          | 양병일          | 윤영선          | 박기배          |
| 전라남도   |                 |                 |                 |                 |
| 전라남도   | 영암군          | 무안군 갑       | 무안군 을       | 나주군 갑       |
| 전라남도   | 유인곤          | 김용무          | 장홍염          | 김종순          |
| 전라남도   |                 |                 |                 |                 |
| 전라남도   | 나주군 을       | 함평군          | 영광군          | 장성군          |
| 전라남도   | 서상덕          | 서상국          | 정헌조          | 변진갑          |
| 전라남도   |                 |                 |                 |                 |
| 전라남도   | 완도군          | 진도군          |                 |                 |
| 전라남도   | 정남국          | 조병문          |                 |                 |
| 전라남도   |                 |                 |                 |                 |
| 경상북도   | 대구시 갑       | 대구시 을       | 대구시 병       | 포항시          |
| 경상북도   | 조경규          | 박성하          | 이갑성          | 김판석          |
| 경상북도   |                 |                 |                 |                 |
| 경상북도   | 김천시          | 달성군          | 군위군          | 의성군 갑       |
| 경상북도   | 우문            | 권오훈          | 박만원          | 박영출          |
| 경상북도   |                 |                 |                 |                 |
| 경상북도   | 의성군 을       | 안동군 갑       | 안동군 을       | 청송군          |
| 경상북도   | 권병노          | 김시현          | 김익기          | 김봉조          |
| 경상북도   |                 |                 |                 |                 |
| 경상북도   | 영양군          | 영덕군          | 영일군 갑       | 영일군 을       |
| 경상북도   | 조헌영          | 한국원          | 최원수          | 김익노          |
| 경상북도   |                 |                 |                 |                 |
| 경상북도   | 경주군 갑       | 경주군 을       | 영천군 갑       | 영천군 을       |
| 경상북도   | 안용대          | 이협우          | 권중돈          | 조규설          |
| 경상북도   |                 |                 |                 |                 |
| 경상북도   | 경산군          | 청도군          | 고령군          | 성주군          |
| 경상북도   | 방만수          | 김준태          | 곽태진          | 배상연          |
| 경상북도   |                 |                 |                 |                 |
| 경상북도   | 칠곡군          | 금릉군          | 선산군          | 상주군 갑       |
| 경상북도   | 장택상          | 여영복          | 육홍균          | 박성우          |
| 경상북도   |                 |                 |                 |                 |
| 경상북도   | 상주군 을       | 문경군          | 예천군          | 영주군          |
| 경상북도   | 백남식          | 양재하          | 이호근          | 김정식          |
| 경상북도   |                 |                 |                 |                 |
| 경상북도   | 봉화군          | 울릉군          |                 |                 |
| 경상북도   | 정문흠          | 서이환          |                 |                 |
| 경상북도   |                 |                 |                 |                 |
| 경상남도   | 부산시 갑       | 부산시 을       | 부산시 병       | 부산시 정       |
| 경상남도   | 김지태          | 장건상          | 김칠성          | 정기원          |
| 경상남도   |                 |                 |                 |                 |
| 경상남도   | 부산시 무       | 마산시          | 진주시          | 진양군          |
| 경상남도   | 최원봉          | 권태욱          | 유덕천          | 하만복          |
| 경상남도   |                 |                 |                 |                 |
| 경상남도   | 의령군          | 함안군          | 창녕군          | 밀양군 갑       |
| 경상남도   | 이시목          | 양우정          | 신용훈          | 최성웅          |
| 경상남도   |                 |                 |                 |                 |
| 경상남도   | 밀양군 을       | 양산군          | 울산군 갑       | 울산군 을       |
| 경상남도   | 김형덕          | 서장주          | 오위영          | 김택천          |
| 경상남도   |                 |                 |                 |                 |
| 경상남도   | 동래군          | 김해군 갑       | 김해군 을       | 창원군 갑       |
| 경상남도   | 김범부          | 최원호          | 이종수          | 김병진          |
| 경상남도   |                 |                 |                 |                 |
| 경상남도   | 창원군 을       | 통영군 갑       | 통영군 을       | 고성군          |
| 경상남도   | 김봉재          | 서상호          | 이채오          | 김정실          |
| 경상남도   |                 |                 |                 |                 |
| 경상남도   | 사천군          | 남해군          | 하동군          | 산청군          |
| 경상남도   | 정헌주          | 조주영          | 이상경          | 이병홍          |
| 경상남도   |                 |                 |                 |                 |
| 경상남도   | 함양군          | 거창군          | 합천군 갑       | 합천군 을       |
| 경상남도   | 박정규          | 신중목          | 노기용          | 김명수          |
| 경상남도   |                 |                 |                 |                 |
| 제주도     | 북제주군 갑     | 북제주군 을     | 남제주군        |                 |
| 제주도     | 김인선          | 강창용          | 강경옥          |                 |

## 같이 보기
- 대한민국 제2대 국회의원 목록
- 대한민국 제2대 국회

## 참고자료
- 국회의원선거법 [폐지제정 1950.4.12 법률 제121호]
- 중앙선거관리위원회 역대선거정보시스템 보관됨 2012-09-03 - archive.today